# Stomosis arachnophila
Stomosis arachnophila är en tvåvingeart som beskrevs av Irina Brake 2010. Stomosis arachnophila ingår i släktet Stomosis och familjen sprickflugor. Inga underarter finns listade i Catalogue of Life.
Stomosis arachnophila lever som kleptoparasit av spindlar, flugan äter av byten som spindeln fångat i sitt nät. Detta beteende har gett den dess namn arachnophila från grekiskans arachnae som betyder spindel och philos som betyder älskande. Kleptoparasitism är vanligt förekommande även hos andra arter inom Milichiidae.